# مرکز مراقبت پس از تولد
مرکز مراقبت پس از تولد (انگلیسی: Birthcare Center؛ کره‌ای: 산후조리원) یک مجموعه تلویزیونی محصول کره جنوبی سال ۲۰۲۰ با بازی اوم جی وون، پارک ها سون، جانگ هه جین، یون پارک و چوی ری است. این مجموعه به کارگردانی پارک سو وون و نویسندگی کیم جی سو است و حول محور اوه هیون جین (اوم جی وون) می‌چرخد که با زایمان و مراقبت‌های پس از آن آشنا می‌شود. این مجموعه از ۲ تا ۲۴ نوامبر ۲۰۲۰، روزهای دوشنبه و سه‌شنبه ساعت ۲۱:۰۰ (کی‌اس‌تی) از تی‌وی‌ان برای ۸ قسمت پخش شد.